# Vuelta a España 1967
La Vuelta a España 1967, ventiduesima edizione della corsa, si è svolta in diciotto tappe, prima, decima e quindicesima suddivise in due semitappe, dal 27 aprile al 14 maggio 1967, per un percorso totale di 2940,5 km. La vittoria fu appannaggio dell'olandese Jan Janssen, che completò il percorso in 76h38'04", precedendo il francese Jean-Pierre Ducasse e lo spagnolo Aurelio González.

## Tappe
| Tappa  | Data      | Percorso                                | km     | Vincitore di tappa  | Leader cl. generale         |
| ------ | --------- | --------------------------------------- | ------ | ------------------- | --------------------------- |
| 1ª-1ª  | 27 aprile | Vigo > O Baixo Miño                     | 110    | Guido Reybrouck     | Guido Reybrouck             |
| 1ª-2ª  | 27 aprile | Vigo > Vigo (cron. individuale)         | 4,1    | Jan Janssen         | Jan Janssen                 |
| 2ª     | 28 aprile | Pontevedra > Ourense                    | 186    | Domingo Perurena    | Domingo Perurena            |
| 3ª     | 29 aprile | Ourense > Astorga                       | 230    | Ramón Sáez          | Domingo Perurena            |
| 4ª     | 30 aprile | Astorga > Salamanca                     | 201    | Ramón Sáez          | Michele Dancelli            |
| 5ª     | 1º maggio | Salamanca > Madrid                      | 201    | Tom Simpson         | José Manuel López Rodríguez |
| 6ª     | 2 maggio  | Albacete > Benidorm                     | 212    | Evert Dolman        | Jean-Pierre Ducasse         |
| 7ª     | 3 maggio  | Benidorm > Valencia                     | 148    | Gerben Karstens     | Jean-Pierre Ducasse         |
| 8ª     | 4 maggio  | Valencia > Vinaròs                      | 145    | Gilbert Bellone     | Jean-Pierre Ducasse         |
| 9ª     | 5 maggio  | Vinaròs > Sitges                        | 172    | Jan Lauwers         | Jean-Pierre Ducasse         |
| 10ª-1ª | 6 maggio  | Sitges > Barcellona                     | 39     | Jan Harings         | Jean-Pierre Ducasse         |
| 10ª-2ª | 6 maggio  | Barcellona > Barcellona                 | 45,4   | Gerben Karstens     | Jean-Pierre Ducasse         |
| 11ª    | 7 maggio  | Barcellona > Andorra la Vella (AND)     | 241    | Mariano Díaz        | Jean-Pierre Ducasse         |
| 12ª    | 8 maggio  | Andorra la Vella (AND) > Lleida         | 158    | Henk Nijdam         | Valentín Uriona             |
| 13ª    | 9 maggio  | Lleida > Saragozza                      | 182    | Ángel Ibáñez        | Jean-Pierre Ducasse         |
| 14ª    | 10 maggio | Saragozza > Pamplona                    | 193    | Jos van der Vleuten | Jean-Pierre Ducasse         |
| 15ª-1ª | 11 maggio | Pamplona > Logroño                      | 92     | Rolf Wolfshohl      | Jean-Pierre Ducasse         |
| 15ª-2ª | 11 maggio | Laguardia > Vitoria (cron. individuale) | 44     | Raymond Poulidor    | Jean-Pierre Ducasse         |
| 16ª    | 12 maggio | Vitoria > San Sebastián                 | 139    | Tom Simpson         | Jean-Pierre Ducasse         |
| 17ª    | 13 maggio | Villabona > Zarautz (cron. individuale) | 28     | Gerben Karstens     | Jan Janssen                 |
| 18ª    | 14 maggio | Zarautz > Bilbao                        | 175    | Gerben Karstens     | Jan Janssen                 |
| Totale | Totale    | Totale                                  | 2940,5 |                     |                             |

## Classifiche finali

### Classifica generale
| Pos. | Corridore                   | Squadra               | Tempo     |
| ---- | --------------------------- | --------------------- | --------- |
| 1    | Jan Janssen                 | Pelforth              | 76h38'04" |
| 2    | Jean-Pierre Ducasse         | Pelforth              | a 1'43"   |
| 3    | Aurelio González            | KAS-Kaskol            | a 1'45"   |
| 4    | Luis Otaño                  | Fagor                 | a 2'39"   |
| 5    | Cees Haast                  | Televizier            | a 3'20"   |
| 6    | José Manuel López Rodríguez | Fagor                 | a 3'41"   |
| 7    | Gregorio San Miguel         | KAS-Kaskol            | a 4'19"   |
| 8    | Raymond Poulidor            | Mercier-BP-Hutchinson | a 4'20"   |
| 9    | Mariano Díaz                | Fagor                 | a 5'54"   |
| 10   | José Pérez Francés          | KAS-Kaskol            | a 6'04"   |

### Classifica a punti
| Pos. | Corridore       | Squadra    | Punti |
| ---- | --------------- | ---------- | ----- |
| 1    | Jan Janssen     | Pelforth   | 209   |
| 2    | Gerben Karstens | Televizier | 171   |
| 3    | Ramón Sáez      | Ferrys     | 159   |

### Classifica scalatori
| Pos. | Corridore            | Squadra    | Punti |
| ---- | -------------------- | ---------- | ----- |
| 1    | Mariano Díaz         | Fagor      | 59    |
| 2    | Gregorio San Miguel  | KAS-Kaskol | 46    |
| 3    | Vicente López Carril | KAS-Kaskol | 25    |